# دیوید وینتون توماس
دیوید وینتون توماس (انگلیسی: D. Winton Thomas; ۲۶ ژانویهٔ ۱۹۰۱ – ۱۸ ژوئن ۱۹۷۰) دانشمند، و زبان‌شناس و پژوهشگر زبان عبری اهل بریتانیا بود.